# Серапиха
Серапиха — село в Чухломском районе Костромской области России. Входит в состав Чухломского сельского поселения.

## География
Село находится в бассейне рек Вига и её притока Ракостель, на расстоянии 9 км к юго-востоку от города Чухлома, административного центра района.

### Часовой пояс
Село Серапиха, как и вся Костромская область, находится в часовой зоне МСК (московское время). Смещение применяемого времени относительно UTC составляет +3:00.

## История
В XVII веке село входило в состав Чухломской осады Галичского уезда.

## Население
| 2008 | 2010 | 2014 |
| ---- | ---- | ---- |
| 122  | ↘100 | ↗102 |

### Национальный состав
Согласно результатам переписи 2002 года, в национальной структуре населения русские составляли 98 % из 181 чел.

## Известные уроженцы
- Парфёнов, Дмитрий Лаврентьевич (1852—1915) — русский купец и благотворитель.